# イヌ亜科
イヌ亜科 (いぬあか) はイヌ科に含まれる亜科の一つ。肉食動物の歴史の中で、イヌ科を構成する亜科の内、ヘスペロキオン亜科とボロファグス亜科は絶滅し、イヌ亜科は現存する。この亜科には全ての現生イヌ類と、それらの最も近縁の化石種が含まれる。その化石は北米の漸新世前期の地層で発見され、約700-800万年前の中新世になって初めてアジアに広がった。イヌ亜科の多くの化石種は北米固有であり、3400万年前から11,000年前まで生存していた。

## 分類
下位分類は以下。
- †Leptocyon
- ハイイロギツネ族 Urocyonini
  - †Metalopex Tedford, Wang, & Taylor 2008[12]
  - ハイイロギツネ属 Urocyon
- イヌ族 Canini
  - イヌ亜族 Canina
    - イヌ属 Canis
      - †Xenocyon

    - ドール属 Cuon
    - ジャッカル属 Lupulella
    - リカオン属 Lycaon
    - ダイアウルフ属 †Aenocyon
    - †Cynotherium
    - †Eucyon

  - カニクイイヌ亜族 Cerdocyonina
    - コミミイヌ属 Atelocynus
    - カニクイイヌ属 Cerdocyon
    - タテガミオオカミ属 Chrysocyon
    - スジオイヌ属 Lycalopex
    - ヤブイヌ属 Speothos
    - †Dusicyon
    - †Nurocyon
    - †Protocyon
    - †Theriodictis
- キツネ族 Vulpini
  - タヌキ属 Nyctereutes
  - オオミミギツネ属 Otocyon
  - キツネ属 Vulpes
  - †Prototocyon